# Don Murphy
Don Murphy (1967) é um produtor de cinema norte-americano que produziu Natural Born Killers e muitos outros filmes, incluindo Transformers e Transformers: Revenge of the Fallen.